# 2002 CW154
2002 CW154, também escrito como 2002 CW154, é um objeto transnetuniano que está localizado no Cinturão de Kuiper, uma região do Sistema Solar. Este objeto é classificado como um provável cubewano. Ele possui uma magnitude absoluta de 6,4 e tem um diâmetro estimado com cerca de 231 km. O astrônomo Mike Brown lista este corpo celeste em sua página na internet como um candidato a possível planeta anão.

## Descoberta
2002 CW154 foi descoberto no dia 6 de fevereiro de 2002 pelo astrônomo Marc W. Buie.

## Órbita
A órbita de 2002 CW154 tem uma excentricidade de 0,072 e possui um semieixo maior de 46,236 UA. O seu periélio leva o mesmo a uma distância de 42,921 UA em relação ao Sol e seu afélio a 49,551 UA.